# Mistrzostwa Azji juniorów w piłce siatkowej
Mistrzostwa Azji juniorów w piłce siatkowej – międzynarodowy turniej siatkarski, w którym biorą udział juniorskie reprezentacje narodowe do 21 lat federacji należących do AVC. Pierwsze mistrzostwa odbyły się w 1980 roku w Korei Południowej. Od 1984 mistrzostwa odbywają się co dwa lata. Do 2014 roku największą liczbę razy (7) mistrzostwa rozgrywane były w Iranie, w tym aż sześciokrotnie w Teheranie. We wszystkich dotychczasowych 17 edycjach turnieju brały udział Japonia, Korea i Indie.
Najbardziej utytułowanym zespołem jest Korea Południowa, która wygrywała sześciokrotnie.

## Medaliści
| Edycja | Rok  | Gospodarz     | Złoto            | Srebro           | Brąz             |
| ------ | ---- | ------------- | ---------------- | ---------------- | ---------------- |
| I      | 1980 | Seul          | Korea Południowa | Japonia          | Indie            |
| II     | 1984 | Rijad         | Korea Południowa | Chiny            | Japonia          |
| III    | 1986 | Bangkok       | Korea Południowa | Japonia          | Chiny            |
| IV     | 1988 | Dżakarta      | Japonia          | Korea Południowa | Chiny            |
| V      | 1990 | Bangkok       | Chiny            | Japonia          | Korea Południowa |
| VI     | 1992 | Teheran       | Korea Południowa | Japonia          | Chiny            |
| VII    | 1994 | Doha          | Korea Południowa | Indie            | Chiny            |
| VIII   | 1996 | Ho Chi Minh   | Chiny            | Chińskie Tajpej  | Japonia          |
| IX     | 1998 | Teheran       | Iran             | Korea Południowa | Chińskie Tajpej  |
| X      | 2000 | Teheran       | Chiny            | Arabia Saudyjska | Iran             |
| XI     | 2002 | Teheran       | Iran             | Indie            | Chiny            |
| XII    | 2004 | Doha          | Korea Południowa | Iran             | Katar            |
| XIII   | 2006 | Teheran       | Iran             | Japonia          | Indie            |
| XIV    | 2008 | Teheran       | Iran             | Chiny            | Pakistan         |
| XV     | 2010 | Nakhon Pathom | Japonia          | Iran             | Indie            |
| XVI    | 2012 | Urmia         | Japonia          | Chiny            | Iran             |
| XVII   | 2014 | Manama        | Iran             | Chiny            | Korea Południowa |
| XVIII  | 2016 | Kaohsiung     | Chiny            | Iran             | Korea Południowa |
| XIX    | 2018 | Ar-Rifa       | Iran             | Korea Południowa | Tajlandia        |

## Klasyfikacja medalowa
| Lp. | Państwo          | złoto | srebro | brąz | Razem |
| --- | ---------------- | ----- | ------ | ---- | ----- |
| 1.  | Korea Południowa | 6     | 2      | 2    | 10    |
| 2.  | Iran             | 5     | 2      | 2    | 9     |
| 3.  | Japonia          | 3     | 5      | 2    | 10    |
| 4.  | Chiny            | 3     | 4      | 5    | 12    |
| 5.  | Indie            | 0     | 2      | 3    | 5     |
| 6.  | Chińskie Tajpej  | 0     | 1      | 1    | 2     |
| 7.  | Arabia Saudyjska | 0     | 1      | 0    | 1     |
| 8.  | Katar            | 0     | 0      | 1    | 1     |
| =   | Pakistan         | 0     | 0      | 1    | 1     |